# Kashag
De kashag was de ministerraad van regering van Tibet tot de Tibetaanse diaspora in 1959 en daarna van de Tibetaanse regering in ballingschap.
De regering van Tibet werd vertegenwoordigd door de kashag. De kashag regeerde over zaken die zowel van privé als van nationaal belang waren. Het bestond uit drie leken en een monnik. Deze functionarissen werden aangeduid als de shapes en ieder van hen de titel van kalön. Vrijwel alle leken en een groot deel van de monniken in de kashag waren afkomstig uit de adel in Tibet. De functie van de raad was om een mening uit te spreken over zaken of problemen in het burgerlijke kwesties en deze zaken aan te bieden aan het ministerie van de premier. De premier droeg deze meningen vervolgens over aan de dalai lama of aan een van de in die periode aanwezige regenten in historisch Tibet voor de uiteindelijke beslissing. De kashag had veel macht vanwege zijn privilege om voorstellen te doen voor hoge ambtenaren, gouverneurs en districtscommissarissen.
Onder de kashag vielen de ministeries: Politiek, Militaire Zaken, Economische Zaken, Justitie, Buitenlandse Zaken, Financiën en Onderwijs. De ministeries hadden twee vertegenwoordigers, een seculiere vertegenwoordiger en een monnik. Een uitzondering vormde het ministerie voor financiën (cikhang) dat vier seculiere leden kende. Elk van hen had de titel cipön. De ministeries hadden het recht te beslissen binnen hun eigen werkgebied en gaven problemen erbuiten door aan de kashag. Alles wat buiten het werkveld van de kashag viel, werd aangeboden aan de dalai lama.